# Liste der portugiesischen Botschafter in Sierra Leone
Die Liste der portugiesischen Botschafter in Sierra Leone listet die Botschafter Portugals in Sierra Leone auf. Die Länder unterhalten direkte diplomatische Beziehungen, die auf die Ankunft der Portugiesischen Entdeckungsreisenden in Sierra Leone ab 1440 zurückgehen.
Erstmals akkreditierte sich ein portugiesischer Botschafter 1987 in der sierra-leonischen Hauptstadt Freetown. Eine eigene Botschaft eröffnete Portugal dort nicht, das Land gehört seit Beginn der Beziehungen zum Amtsbezirk des portugiesischen Botschafters im Senegal mit Sitz in Dakar, der dazu für und in Sierra Leone zweitakkreditiert wird (Stand 2019).

## Missionschefs
Quelle:
| Name                                         | Bild | Amtszeit  |
| -------------------------------------------- | ---- | --------- |
| Carlos Maria Moniz Tavares de Matos Taquenho |      | ab 1987   |
| Fernando Pinto dos Santos                    |      | ab 1989   |
| Jorge Raúl da Silva Preto                    |      | ab 1994   |
| João Luís Niza Pinheiro                      |      | ab 1999   |
| António Augusto Montenegro Vieira Cardoso    |      | ab 2005   |
| Carolina Cordeiro Cabral (Geschäftsträger)   |      | 2009      |
| Rui Alberto Manupella Tereno                 |      | ab 2009   |
| Paulo Jorge Pedreira do Nascimento           |      | ab 2014   |
| Vítor Paulo da Costa Sereno                  |      | seit 2018 |